# クロワゾニスム

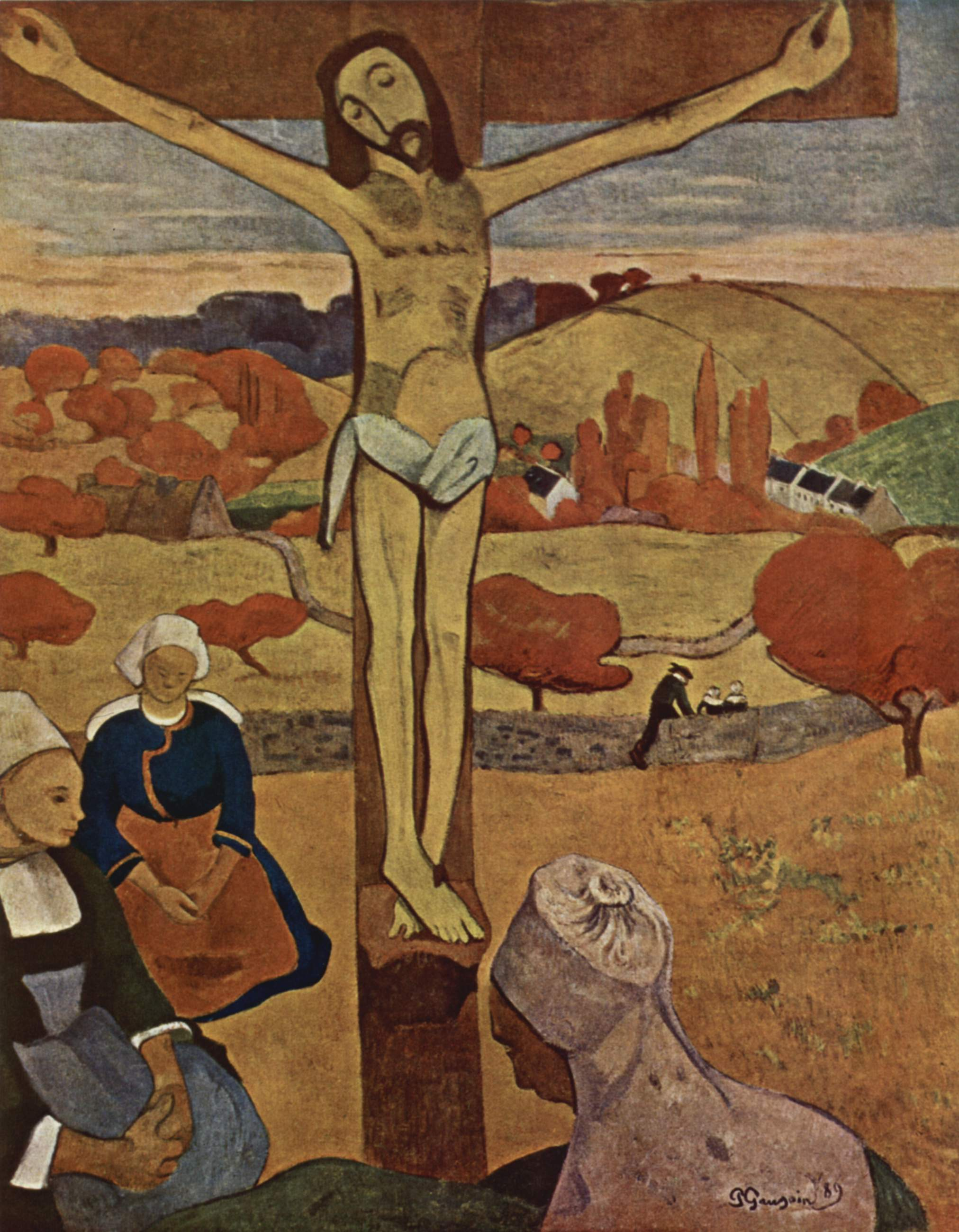
ポール・ゴーギャン『黄色いキリスト』（1889年）

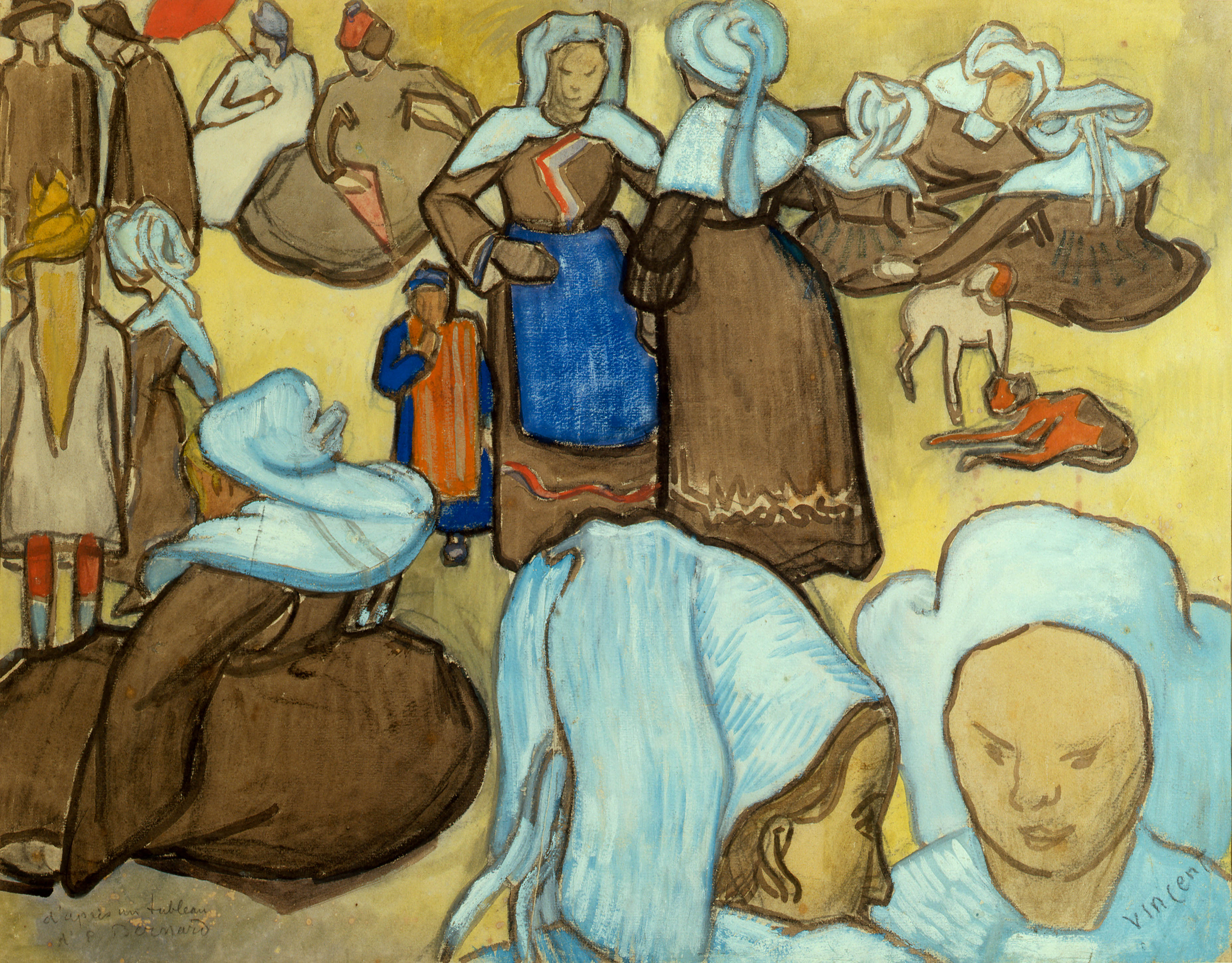
フィンセント・ファン・ゴッホ『ブルターニュの女たち』（1888年）

クロワゾニスム（またはクロワゾニズム、クロワソニスム、クロワソニズム、Cloisonnism）とは、暗い輪郭線によって分けられたくっきりしたフォルムで描かれた、ポスト印象派の様式のこと。評論家のエドゥアール・デュジャルダン（Édouard Dujardin）の造語である。この様式は19世紀後期に、エミール・ベルナール、ルイ・アンクタン、ポール・ゴーギャンなどによって始められた。この名称は素地に金属線（cloisons＝仕切り）を貼り付け、粉末ガラスを満たしてから焼く「クロワゾネ(cloisonné)」を思い起こさせる。
クロワゾニスムの代表としてあげられるのが『黄色いキリスト』（1889年）で、ゴーギャンは絵を黒い輪郭線で区切った単色の部分に切り詰めた。こうした作品で、ゴーギャンはポスト＝ルネサンス絵画で最も重要な2つの要素、つまり「古典的な遠近法」をほとんど気にとめず、また「微妙な色のグラデーション」は大胆に省いた。